# William Langton
William Langton (ou William de Rotherfield) († 15 juillet 1279) est un ecclésiastique anglais élu archevêque d'York et puis évêque de Carlisle, mais jamais consacré.

## Biographie
Il est le fils de Robert de Gray de Rotherfield Greys dans l'Oxfordshire, frère de Walter de Gray, archevêque d'York. Il a été nommé doyen d'York avant le 16 mars 1261/2. Il fut élu archevêque d'York le 12 mars 1265, mais son élection fut annulée par le pape Clément IV en novembre 1265. Il continua d'exercer ses fonctions de doyen et fut élu évêque de Carlisle le 13 décembre 1278, mais refusa le poste.
Il meurt le 15 juillet 1279 et est enterré dans le transept sud de la cathédrale d'York.